# Infinity at Brickell
Infinity at Brickell ist ein zwischen 2005 und 2008 erbauter Wolkenkratzer im Stadtteil Brickell der amerikanischen Stadt Miami. Das Gebäude ist 192 Meter hoch und besitzt 52 Etagen. Im unteren Bereich werden diese für Büroräumlichkeiten verwendet, während weiter oben 433 Wohnappartements zu finden sind. 
Die Adresse lautet 40 Southwest 13th Street, Miami, FL.

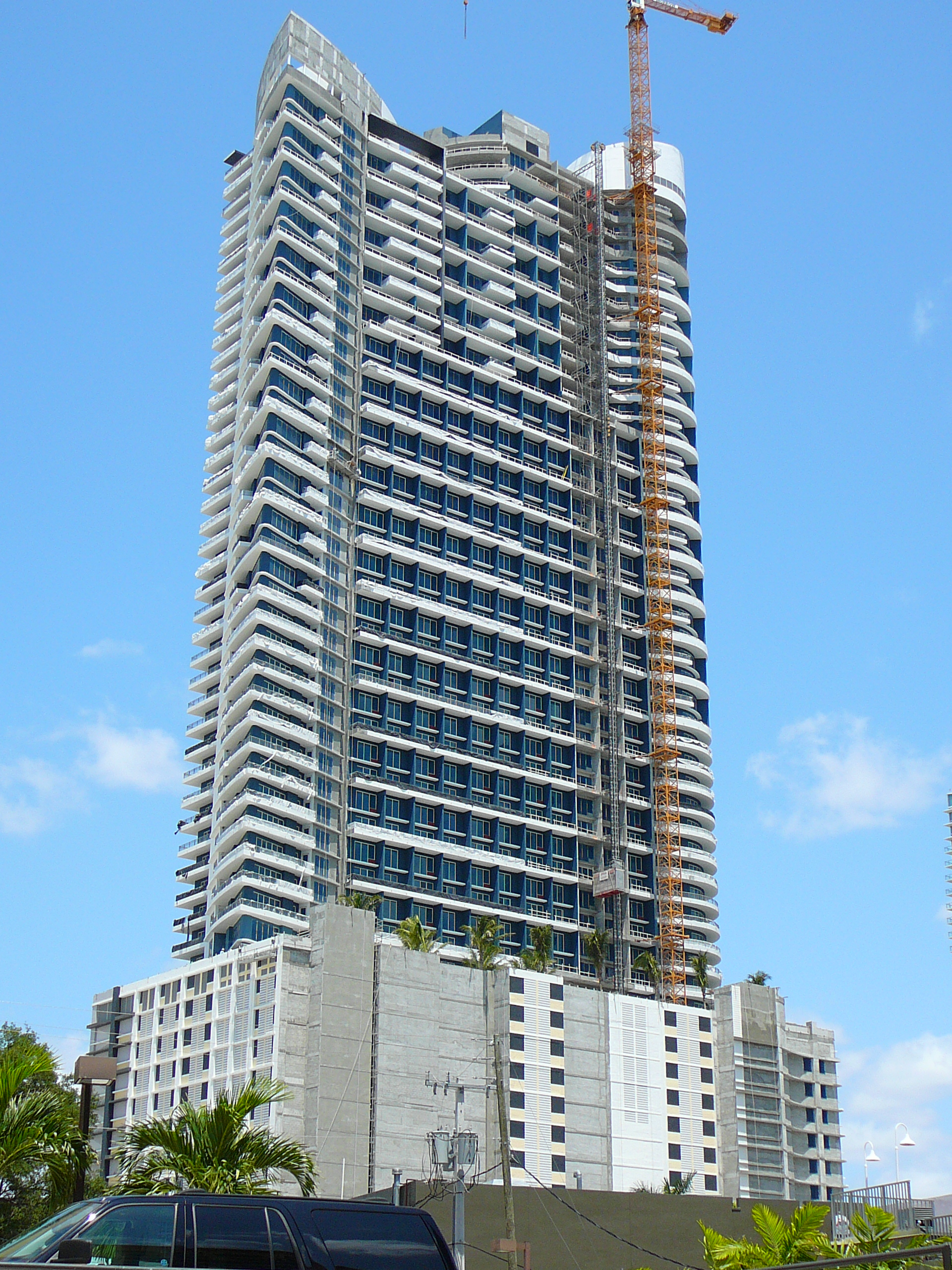
Das Bauwerk kurz vor seiner Fertigstellung